# Lijst van beelden in Groningen-Zuid
De lijst Beelden in Groningen-Zuid is onderdeel van de lijst van beelden in Groningen.

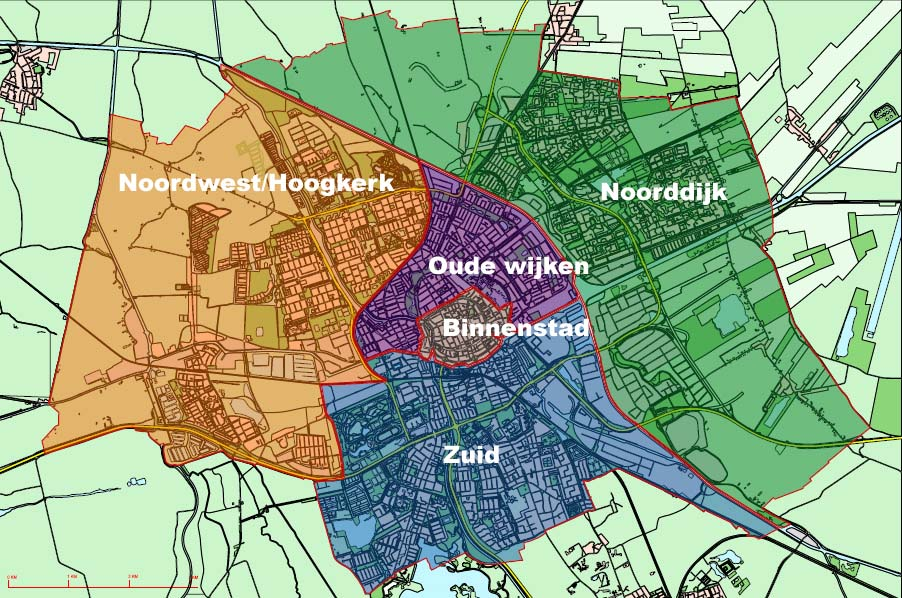
Indeling in stadsdelen

Onder een beeld wordt hier verstaan elk driedimensionaal kunstwerk in de openbare ruimte van de Nederlandse gemeente Groningen, waarbij beeld wordt gebruikt als verzamelbegrip voor sculpturen, standbeelden, installaties, gedenktekens en overige beeldhouwwerken.
De lijst is chronologisch, dat wil zeggen op volgorde van de eerste plaatsing van het beeld in de openbare ruimte.
Dit deel bevat de beelden in het stadsdeel Zuid, dat de volgende wijken en buurten omvat: Coendersborg, Corpus den Hoorn, Grunobuurt, Helpman, Herewegwijk, Hoornse Meer, Industriebuurt, Laanhuizen, De Linie, De Meeuwen, Oosterpoortwijk, Peizerweg, Rivierenbuurt, Villabuurt, De Wijert, Stadsparkwijk (deel) en Zeeheldenbuurt.
De Stadsmarkeringen worden niet in deze lijst opgenomen.
Voor een volledig overzicht van de beschikbare afbeeldingen zie de categorie Beelden in Groningen-Zuid op Wikimedia Commons.
| Geplaatst              | Omschrijving | Kunstenaar                                            | Straat                                                | Plaats    | Materiaal                                | Foto |
| ---------------------- | --- | ----------------------------------------------------- | ----------------------------------------------------- | --------- | ---------------------------------------- | ---- |
| 17e eeuw?              | leeuw met wapen Van Welvelde | onbekend                                              | Museumeiland 1                                        | Groningen | zandsteen                                |      |
| 17e eeuw?              | leeuw met wapen Ripperda | onbekend                                              | Museumeiland 1                                        | Groningen | zandsteen                                |      |
| 1868                   | Lente/Zomer/Herfst/Winter | onbekend                                              | Hereweg 20, Scholtenskoepel                           | Groningen | gietijzer, verf                          |      |
| 1869                   | Mercurius | onbekend                                              | Hereweg 20, Scholtenskoepel                           | Groningen | verguld metaal                           |      |
| 1896                   | Interieur Stationshal | Isaac Gosschalk                                       | Stationsplein 3, Hoofdstation                         | Groningen | papier-maché, terracotta                 |      |
| 1919                   | Buste majoor Lodewijk Thomson | August Falise                                         | Verlengde Hereweg                                     | Groningen | brons                                    |      |
| 1921                   | Stadswapen (2 exemplaren) | Willem Valk                                           | Hereweg (Natte Brug)                                  | Groningen | brons                                    |      |
| 1922                   | Scholten-bank | J.A. Mulock Houwer en Jo de Vogel                     | Helperbrink                                           | Groningen | natuursteen en brons                     |      |
| 1925                   | grafmonument Evert van Ketwich Verschuur | Jo de Vogel                                           | Esserweg, begraafplaats Esserveld                     | Groningen | brons                                    |      |
| 1925                   | Behoudenis der Kranken | Wim Haver, Willem Valk                                | Verlengde Hereweg 92                                  | Groningen | zandsteen                                |      |
| 1929                   | Gevelsteen met portret Carl von Rabenhaupt                                                                                                  | Bas Galis                                             | Rabenhauptstraat 1                                    | Groningen | zandsteen                                |      |
| 1929                   | Pelikaan | Willem Valk                                           | Rabenhauptstraat 65                                   | Groningen | graniet                                  |      |
| 1931                   | St Michel, terrassant le Dragon | Eduard Colinet                                        | Stadspark                                             | Groningen | brons                                    |      |
| 1931                   | Monument Jan Evert Scholten | Abraham Hesselink en J.A. Mulock Houwer               | Stadspark, Concourslaan                               | Groningen | hardsteen? en brons                      |      |
| 1935                   | De oude man | Willem Valk                                           | Oosterweg 90                                          | Groningen | Obernkirchner zandsteen                  |      |
| 1935?                  | grafmonument Jan Schaper | Willem Valk                                           | Esserweg, begraafplaats Esserveld                     | Groningen | steen                                    |      |
| 1936                   | Christus Koning | Jan Eloy Brom en Leo Brom                             | Hereweg, R.K. Kerkhof                                 | Groningen |                                          |      |
| 1936                   | Vrouw met twee dolfijnen | Bas Galis                                             | Kleine Badstraat, bij het Badhuis                     | Groningen | beton                                    |      |
| 1940                   | Le Travailleur | Constantin Meunier                                    | Hereweg, Zuiderbegraafplaats                          | Groningen |                                          |      |
| 1946                   | verzetsmonument | Herman van Wissen                                     | Hereweg, R.K. Kerkhof                                 | Groningen | baksteen en natuursteen                  |      |
| 1946                   | Oorlogsmonument Esserveld | Willem Valk                                           | Esserweg, begraafplaats Esserveld                     | Groningen | zandsteen                                |      |
| 19?? (na WO2)          | Abstracte tableaus (60 exemplaren) | Anno Smith                                            | Camphuysenstraat/Spieghelstraat/Reviusstraat          | Groningen | geglazuurd terracotta                    |      |
| 19??                   | Tableau met vlucht vogels | Anno Smith                                            | Van Iddekingeweg 1                                    | Groningen | geglazuurd terracotta                    |      |
| 1950                   | zonder titel (vrouwenfiguur) | Thees Meesters                                        | Goeman Borgesiuslaan/Verl. Hereweg                    | Groningen | kalksteen                                |      |
| 1951                   | buste J.H.H. Piccardt | Willem Reinders                                       | Piccardtlaan, Piccardthof                             | Groningen | brons                                    |      |
| 1953                   | Tableaus met thema vrede (4 exemplaren) | Anno Smith                                            | Van Leeuwenhoekstraat                                 | Groningen | geglazuurd terracotta                    |      |
| 1954                   | 29 tableaus met sterrenbeelden | Anno Smith                                            | Amstelstraat en Lauwersstraat                         | Groningen | geglazuurd terracotta                    |      |
| 1954                   | Gevelsteen met moeder en kind | Wladimir de Vries                                     | Lauwersstraat 5                                       | Groningen | natuursteen                              |      |
| 1955                   | Wandsculpturen met voorstellingen van beroepen (31 exemplaren)                                                                              | Anno Smith                                            | Merwedestraat en Scheldestraat                        | Groningen | geglazuurd terracotta                    |      |
| 1955                   | reliëf-en-creux jongen | Wladimir de Vries                                     | Admiraal de Ruyterlaan (Augustinuscollege)            | Groningen | natuursteen                              |      |
| 1955                   | reliëf-en-creux meisje | Wladimir de Vries                                     | Admiraal de Ruyterlaan (Augustinuscollege)            | Groningen | natuursteen                              |      |
| 1955                   | Tableaus met jongen-/meisjesfiguur (2 exemplaren)                                                                                           | Anno Smith                                            | Snelliusstraat/Huygensstraat                          | Groningen | geglazuurd terracotta                    |      |
| 1956                   | Vrouw met kat | Jan Wolkers                                           | Paterswoldseweg                                       | Groningen | brons                                    |      |
| 1956                   | reliëf "Een ander deel..." | Wladimir de Vries                                     | Admiraal de Ruyterlaan (Augustinuscollege)            | Groningen | natuursteen                              |      |
| 1957                   | Maria met kind | onbekend                                              | Merwedestraat 43                                      | Groningen | kunststeen                               |      |
| 1959                   | Peerd van Ome Loeks | Jan de Baat                                           | Stationsplein                                         | Groningen | kwartsbeton                              |      |
| 1959                   | Communicatie | Max Reneman                                           | Leeuwenhoekstraat 1, Van                              | Groningen | metaal                                   |      |
| 1959                   | grafmonument M.H. Lutter | Gerrit Piek                                           | Esserweg, begraafplaats Esserveld                     | Groningen | brons                                    |      |
| 1960                   | zonder titel (zittende vrouwenfiguur) | Thees Meesters                                        | Stadspark                                             | Groningen | brons                                    |      |
| 1960                   | zonder titel ("Denkstertje") | Wladimir de Vries                                     | Paterswoldseweg                                       | Groningen | brons                                    |      |
| 1960                   | Zonder titel | Jan van der Zee                                       | Verzetsstrijderslaan 2                                | Groningen | keramiek                                 |      |
| 1961                   | Starke Jâan | Louk van Meurs-Mauser                                 | Heemskerckstraat, van                                 | Groningen | brons                                    |      |
| 1963                   | zonder titel | Rinus Meijer                                          | Hora Siccamasingel 312 (schoolgebouw)                 | Groningen | koper                                    |      |
| 1963                   | Luitspeelster | Martin Tissing                                        | Vechtstraat/Merwedestraat                             | Groningen | brons                                    |      |
| 1963                   | Nog bij moeder of Ot en Sien | Anna Dekking-van Haeften                              | Ostadestraat 2, A. van                                | Groningen | steen                                    |      |
| 1964                   | Olifantje (fontein) | Wladimir de Vries                                     | Vondellaan                                            | Groningen | brons                                    |      |
| 1965                   | Kracht en licht | Arie van den Berg                                     | Winschoterdiep 50                                     | Groningen |                                          |      |
| 1965                   | zonder titel | L. Heydelberger                                       | Stadspark, Mulock Houwerlaan                          | Groningen | metaal                                   |      |
| 1965                   | De Bloedsomloop | Siep van den Berg                                     | Van Swietenlaan                                       | Groningen | metaal                                   |      |
| 1965                   | Zonder titel | George van der Wagt                                   | Muntinglaan 3                                         | Groningen | glazuur/keramiek                         |      |
| 1965                   | Vliegende meeuwen | onbekend (signatuur: P)                               | Hora Siccamasingel 177 (Noorderpoortcollege)          | Groningen | brons                                    |      |
| 1967                   | Zonder titel | Henk Holman                                           | PC Hooftlaan 48                                       | Groningen | staal                                    |      |
| 1968                   | Vlam | Edu Waskowsky                                         | Coendershaag 1                                        | Groningen | messing                                  |      |
| 1968                   | Teken | Jaap van der Meij                                     | Concourslaan 17 (terrein Gasunie)                     | Groningen | aluminiumbeton                           |      |
| 1969                   | De Poort | Carel Visser                                          | Paterswoldseweg 43                                    | Groningen | cortenstaal                              |      |
| 1969                   | Zonder titel (baksteen reliëf) |                                                       | Verzetsstrijderslaan 220                              | Groningen | baksteen                                 |      |
| 1971                   | Abstract | Theo van der Nahmer                                   | Van Iddekingeweg                                      | Groningen | brons                                    |      |
| 1974                   | Teken | Klaas van Dijk                                        | Henri Dunantlaan 20                                   | Groningen | koper                                    |      |
| 1976                   | Kubusproject | Karl Pelgrom, Eugène Terwindt                         | Kempkensberg 12                                       | Groningen | baksteen, metaal, natuursteen, polyester |      |
| 1977                   | Joods Monument | Edu Waskowsky                                         | Hereweg                                               | Groningen | brons                                    |      |
| 1977                   | Natuurlijk evenwicht | Jef Depassé                                           | Stadspark                                             | Groningen | eikenhout                                |      |
| 1978                   | Torso | Gjalt Blaauw                                          | Park Groenestein                                      | Groningen | natuursteen                              |      |
| 1980                   | Cosmas en Damianus | Chris Verbeek en Harm van Weerden                     | Van Swietenlaan 4 (Martini Ziekenhuis)                | Groningen | natuursteen                              |      |
| 1980                   | Vier wiggen | Carel Visser                                          | Achterweg 1                                           | Groningen | cortenstaal                              |      |
| 1980                   | Maithuna | Bastiaan de Groot                                     | Vondellaan                                            | Groningen | vaurion                                  |      |
| 1981                   | De Buik | René de Boer                                          | Trompsingel 27                                        | Groningen | messing                                  |      |
| 1981                   | Zonder titel | Herman Lamers                                         | Viaductstraat 3                                       | Groningen | beton                                    |      |
| 1981                   | Zonder titel | Herman Lamers                                         | Viaductstraat 13                                      | Groningen | beton                                    |      |
| 1981                   | Zonder titel | Jan Tengbergen                                        | Viaductstraat 15                                      | Groningen | staal                                    |      |
| 1983                   | De Bank | Bastiaan de Groot                                     | Hoornsepad                                            | Groningen | marmer                                   |      |
| 1983                   | De Vuistbijl | Bastiaan de Groot                                     | Hoornsepad                                            | Groningen | marmer                                   |      |
| 1984                   | Drie wiggen | Fred Mennens                                          | Stadspark, Mulock Houwerlaan                          | Groningen |                                          |      |
| 1984                   | Dreckschnabel | Hans Mes                                              | Eeldersingel, bij sluis                               | Groningen | brons                                    |      |
| 1984                   | Buste Jan Evert Scholten | Marjolein Schaaf                                      | Helperzoom 8 (volkstuinencomplex)                     | Groningen | brons                                    |      |
| 1984                   | Kringloop | René de Boer                                          | Stadspark                                             | Groningen | metaal                                   |      |
| 1984                   | neerstrijkende vogel | Jan van Baren                                         | Coendershaag 1                                        | Groningen | natuursteen                              |      |
| 1984                   | Mijlpaal | René de Boer                                          | Vestdijklaan                                          | Groningen | messing                                  |      |
| 1984                   | Zonder titel (4 delen) | Frans en Marja de Boer-Lichtveld                      | Kempkensberg 2 en 6 (sinds 2011 permanent verwijderd) | Groningen | aluminium, neonlicht, perspex, verf      |      |
| 1984                   | Verschoven kubusdelen | Jurrie Roossien                                       | Paviljoenlaan                                         | Groningen | beton                                    |      |
| 1984                   | Kringloop (7 delen) | René de Boer                                          | Stadspark (grote speelweide)                          | Groningen | cortenstaal                              |      |
| 1985                   | De Ontmoeting | Bastiaan de Groot                                     | Hoornsepad                                            | Groningen | marmer                                   |      |
| 1985                   | Vrouw Wichers | Mette Bus                                             | Verlengde Lodewijkstraat                              | Groningen | kunststof                                |      |
| 1986                   | X-ing the Air | Kie Ellens                                            | Esperantostraat                                       | Groningen | brons, roestvrij staal, staal, verf      |      |
| 1988                   | Grensbepaling | Herman Bartelds                                       | Verlengde Hereweg                                     | Groningen |                                          |      |
| 1990                   | Een op een kubus lijkend monument voor het Engelse kamp "Timbertown" en de daar opgerichte vrijmetselaarsloge "Gastvrijheid", zonder titel. | Jacques Hammes                                        | Hoek Kempkensberg en Engelse Kamp                     | Groningen | natuursteen                              |      |
| 1990                   | zonder titel | Per Kirkeby                                           | Emmasingel 6 (KPN)                                    | Groningen | baksteen                                 |      |
| 1991                   | De Bundeling | Herman Bartelds                                       | Duinkerkenstraat 99                                   | Groningen |                                          |      |
| 1991                   | zonder titel | Arjanne van der Spek                                  | Kempkensberg                                          | Groningen | staal                                    |      |
| 1991                   | zonder titel | Alexander Schabracq                                   | De Oosterpoort                                        | Groningen |                                          |      |
| 1992 (gemaakt in 1961) | zonder titel | M. Brinkgreve                                         | Stadspark                                             | Groningen | pleisterwerk                             |      |
| 1992                   | zonder titel | Auke de Vries                                         | Hoornsepad                                            | Groningen | metaal                                   |      |
| 1992                   | De continuïteit van het leven op aarde | Govert Heikoop                                        | Helperzoom/Kemkensberg (op dakrand)                   | Groningen | staal?                                   |      |
| 1992                   | Water – Licht (2 delen) | Loes Heebink, Carlo Kroon                             | Zunneriepe                                            | Groningen | neonlicht, roestvrij staal, staal, water |      |
| 1992                   | Kasco | Joost van Hezewijk                                    | Onlandse Dijk                                         | Groningen | beton, metaal, staal                     |      |
| 1993                   | zonder titel | Gert Jan Mulder                                       | Hoornsediep                                           | Groningen | hout, staal                              |      |
| 1993                   | Snap | Nico Gerbenzon                                        | Trompsingel                                           | Groningen | polyesterbeton                           |      |
| 1994                   | zonder titel | Ron Caspers                                           | Hornstraat                                            | Groningen | staal                                    |      |
| 1994                   | Twee strijdende ridders | Willem Valk                                           | Concourslaan 17 (Gasunie)                             | Groningen | brons                                    |      |
| 1994                   | Zonder titel | Wim Delvoye                                           | Museumeiland 1 (onderzijde H.N. Werkmanbrug)          | Groningen | computerprints op stickervellen          |      |
| 1995                   | Voortvarend | Ton de Vreede                                         | Abel Tasmanplein                                      | Groningen | vlakglas en staal                        |      |
| 1995                   | Still life, still life | Gert Jan Mulder                                       | Leonard Springerlaan (tegenover Martiniplaza)         | Groningen | ?                                        |      |
| 1995                   | Zonder titel | Hans van Bentem                                       | Verlengde Lodewijkstraat                              | Groningen | baksteen, kunstlicht, staal              |      |
| 1996                   | Phyllotaxis | Sjoerd Buisman                                        | Stadspark                                             | Groningen | brons                                    |      |
| 1996                   | The rise and fall of nature | Bas Lugthart                                          | Ketwich Verschuurlaan, Van/Hora Siccamasingel         | Groningen |                                          |      |
| 1996                   | Zonder titel (2 delen) | Albert Geertjes, Maarten Schmitt                      | Griffebrug                                            | Groningen | glas, kunstlicht, staal                  |      |
| 1996                   | Zonder titel (2 delen) | Ingo Maurer                                           | Laan Corpus den Hoorn 100                             | Groningen | aluminium, roestvrij staal               |      |
| 1996                   | Gedenksteen Hendrik de Vries | Hendrik de Vries (gedicht), Harry Fierkens (ontwerp)  | Van Lenneplaan                                        | Groningen | natuursteen                              |      |
| 1997                   | zonder titel (22 mensfiguren) | Henk Visch                                            | Cascadeplein (Cascadecomplex)                         | Groningen | brons                                    |      |
| 1997                   | "Een, twee, drie" | Allie van Altena                                      | Van Ketwich Verschuurlaan (zijgevels 3 flats)         | Groningen | aluminium, metaal, perspex               |      |
| 1997                   | Windschermen (2 delen) | Martin Borchert                                       | Vondelpad 1                                           | Groningen | nylon, roestvrij staal, volkernplaat     |      |
| 1998                   | Puls! (2 delen) | Bernadet ten Hove                                     | Hereweg, Natte Brug                                   | Groningen | staal                                    |      |
| 1998                   | De Vis | Jan van Baren                                         | Mauritsstraat 5 (binnentuin)                          | Groningen | brons, marmer                            |      |
| 1998                   | Sintra I/Sintra II/Sintra III | Frans Franssen                                        | Van Ketwich Verschuurlaan                             | Groningen | glazuur, tegels                          |      |
| 1998                   | Zonder titel | Izik Tüzüner                                          | terrein Hampshire Hotel (Hoornsepad/Hoornsedijk)      | Groningen | glazuur, terracotta                      |      |
| 1999                   | Vertrouwen | Ronald Tolman                                         | Van Swietenlaan 4                                     | Groningen | brons                                    |      |
| 1999                   | Stadsmarkering S02 Book R | Akira Asada                                           | Paterswoldseweg (bij vijver Martini Ziekenhuis)       | Groningen | baksteen, glas, natuursteen, staal       |      |
| 2000                   | Zonder titel | Willem R IJtsma                                       | Driehovenstraat                                       | Groningen | tegels                                   |      |
| 2000                   | Lichtscherm Piccardthofplas (92 delen) | Noud de Wolf                                          | Paterswoldseweg t.h.v. Piccardthofplas                | Groningen | cortenstaal                              |      |
| 2001                   | Compassie | Herman Bartelds                                       | Schaaksport 100-102                                   | Groningen | metaal, steen                            |      |
| 2001                   | Zonder titel | Ron Caspers                                           | Rabenhauptstraat 65                                   | Groningen | cortenstaal                              |      |
| 2003 (gemaakt in 1980) | Bianca del Mare | Wladimir de Vries                                     | Trompsingel 27                                        | Groningen | kalksteen                                |      |
| 2003                   | Roestplek Hoornse Schans | Noud de Wolf                                          | Hoornse Schans                                        | Groningen | cortenstaal, platanen                    |      |
| 2004                   | Ultra | Silvia B.                                             | Emmasingel 1 (Cascadecomplex)                         | Groningen | metaal                                   |      |
| 2004                   | Ik vergeet u nooit | Jikke Jager                                           | Hereweg, R.K. Kerkhof                                 | Groningen | brons                                    |      |
| 2007                   | Geknielde vrouw | Bastiaan de Groot                                     | De Savornin Lohmanplein                               | Groningen | natuursteen                              |      |
| 2008                   | Second Thought | Giny Vos                                              | Stationsplein                                         | Groningen | LED-verlichting, hout, plexiglas         |      |
| 2011                   | Zonder titel | Herman Bartelds (beeld) en Noralie Brandsma (gedicht) | Merwedestraat 45                                      | Groningen | graniet                                  |      |
| 2012                   | De Peren | Gert Jan Mulder                                       | Paterswoldseweg t.h.v. de Piccardthof                 | Groningen | cortenstaal, staal                       |      |
| 2012                   | Proathoes | Frank Havermans                                       | Hoornsedijk                                           | Groningen | hout, beton, cortenstaal                 |      |
| 2014                   | Tonny van Leeuwen | Lia Krol                                              | Boumaboulevard                                        | Groningen | brons                                    |      |
| 2014                   | Possibility Plant | Giny Vos                                              | Kempkensberg 12                                       | Groningen | staal                                    |      |
| 2014                   | Rock 'n Roll | Richard Deacon                                        | Helperzoom                                            | Groningen | aluminium                                |      |
| 2018                   | Body Organic | Albert Aukema                                         | Hereweg 111                                           | Groningen | Portugees marmer                         |      |
| 2019                   | Mysteries van Helperzoom | Will Beckers                                          | Saaksumborg                                           | Groningen | cortenstaal, hazelaar takken             |      |
| ????                   | Zonder titel (vrouw met kinderen) | Albert Aukema                                         | Verlengde Hereweg 107                                 | Groningen |                                          |      |
| ????                   | Vissen | onbekend                                              | Canadalaan 2                                          | Groningen | baksteen                                 |      |
| ????                   | Zonder titel (6 delen) | onbekend                                              | Stationsplein 7                                       | Groningen | beton, cortenstaal                       |      |